# 久保孝ペイント
久保孝ペイント株式会社（くぼこうペイント）は、大阪府大阪市東淀川区に本社を置く総合塗料メーカーである。1924年創業。

## 会社概要
総合塗料メーカーの中で、主に粉体塗料をメインとし、工業向けに比較的高いシェアを持つ企業の一社である。
その他、塗装合理化に向けた設備、公害処理施設、粉体塗料全般にわたってのエンジニアリング活動、及び関連機器類の販売も行っている。
社名は創業者・久保孝太郎の名に由来するもの。関西では高い知名度を持つ。

## 取扱い製品
粉体塗料、工業用塗料（自然乾燥タイプ、焼付タイプ）、車輌用塗料、木工用塗料、塗り床用塗料 など

## 営業所
- 大阪営業所 - 大阪府大阪市東淀川区西淡路3丁目15番27号
- 関東営業所 - 埼玉県さいたま市見沼区東大宮4丁目8番5号千代本大宮ビル2Ｆ
- 名古屋営業所 - 愛知県名古屋市中区大須4丁目9番5号 大須ＴＮビル3Ｆ
- 九州営業所 - 福岡県福岡市博多区東比恵3丁目5番8号